# Steinkiste in der Feldmark Rade
Die Steinkiste in der Feldmark Rade (im Landkreis Harburg in Niedersachsen) gehört zu einer eher seltenen Form der Großsteingräber. Sie lässt sich am ehesten mit der Steinkiste von Fehrenbruch vergleichen.
1949 fand W. Rüland in der Südostecke des „Grauener Bauernholzes“ bei Rade eine Steinsetzung, die eine in den Boden eingetiefte Steinkiste vermuten ließ. Bei der Abdeckung der dünnen Humusschicht wurde eine Rollsteinpackung von sechs Metern Durchmesser gefunden, die den Mantel für die Steinkiste bildete.

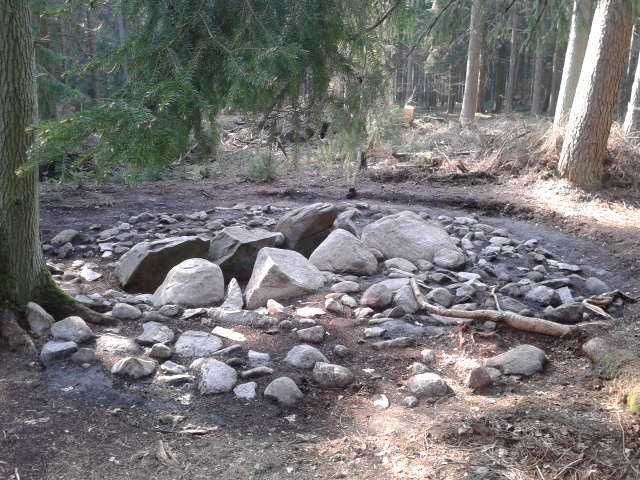
Steinkiste nach der Restauration im April 2014

Sie wurde 2014 durch die AG praktische Archäologie Landkreis Harburg einer Pflege unterzogen.

## Beschreibung
Die Kiste war in den gewachsenen Boden eingetieft und hatte eine Länge von 2,8 m, eine mittlere Breite von 1,5 m bei einer Höhe von 0,8 m. An den Längsseiten standen ursprünglich, wie bei anderen Megalithanlagen, je drei Tragsteine mit der geraden Fläche nach innen (einer fehlt). Die Lücken waren eng oder durch Zwischenmauerwerk ausgefüllt. Befremdlich war die starke Innenneigung der Tragsteine. Da alle im gleichen Winkel geneigt waren, ist anzunehmen, dass dies geschah, um kürzere Decksteine verwenden zu können. Die Kiste hatte alle Decksteine eingebüßt. Die Südostschmalseite wurde durch zwei schmale Steine gebildet. Der eine erreichte nur die halbe Höhe des angrenzenden Tragsteines. Man könnte an einen Einstieg denken, wie er bei den Dolmen zu beobachten ist. Die nordwestliche Schmalseite hatte keinen Wandstein, sondern war durch eine Geröllpackung verschlossen, an der keine Anzeichen einer Störung beobachtet wurden. Eine ähnliche Beobachtung wurde bei der Steinkiste von Deinste im Landkreis Stade gemacht, bei der auch ein Wandstein durch Rollsteine ersetzt war.

Steinkiste in der Feldmark Rade
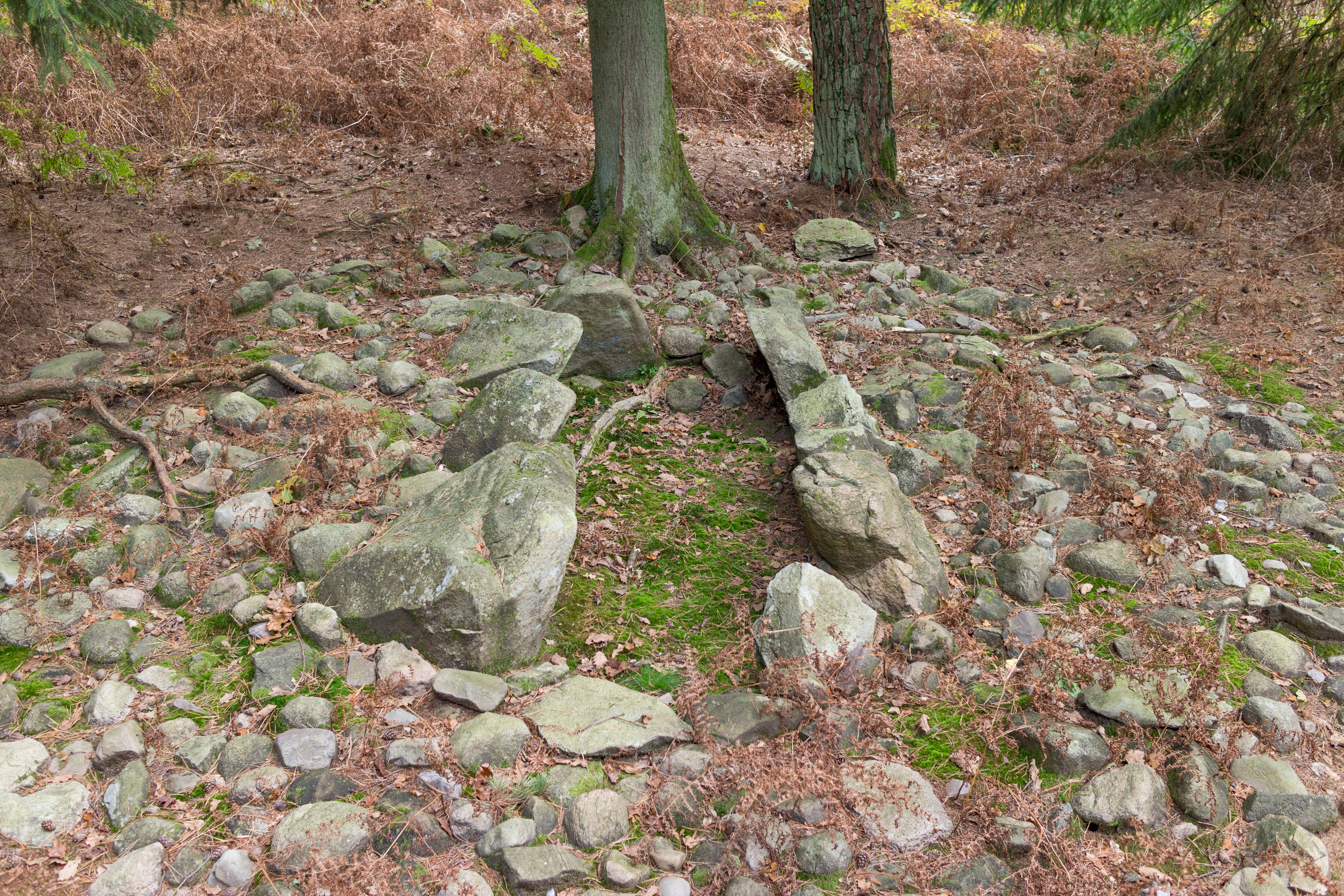
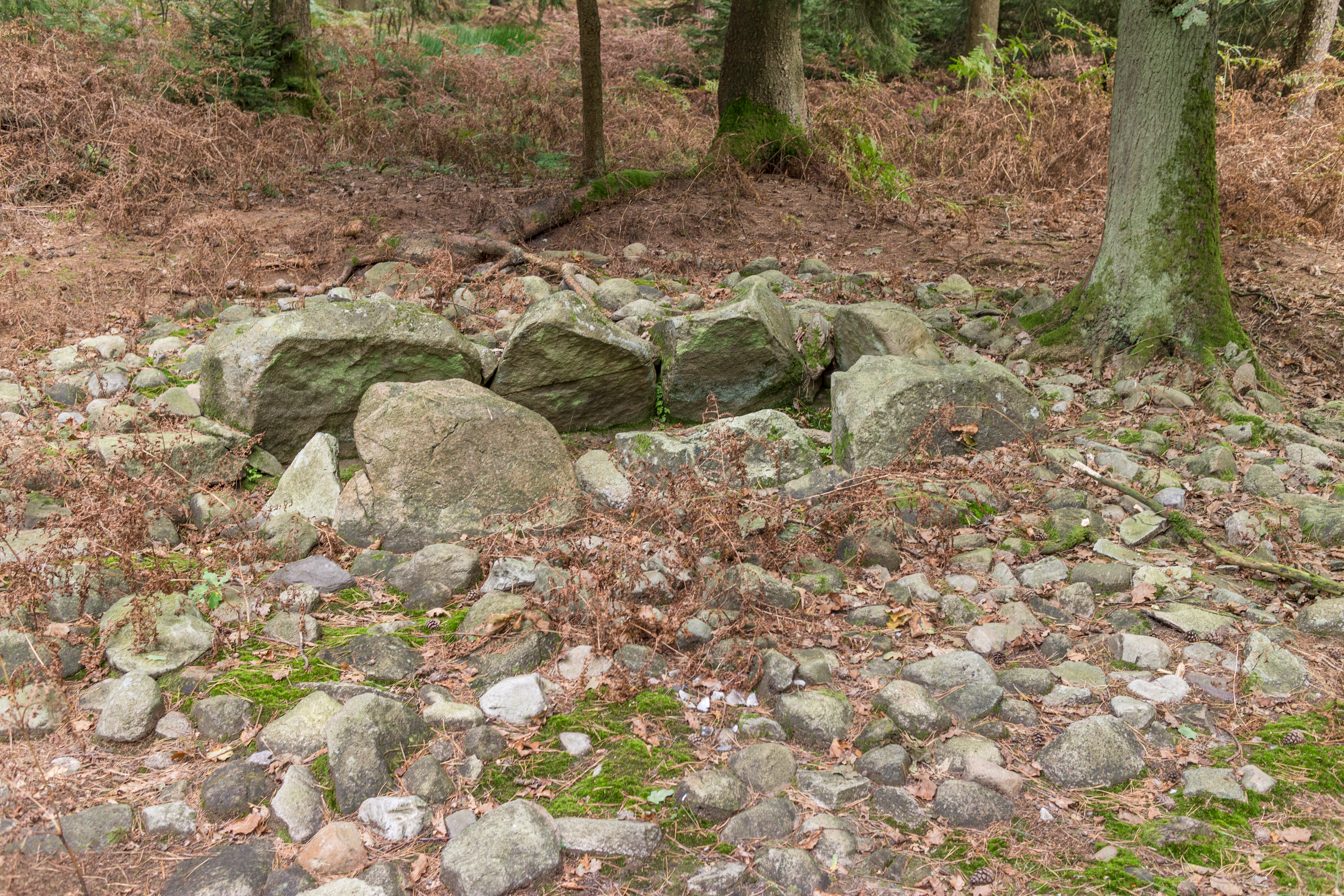
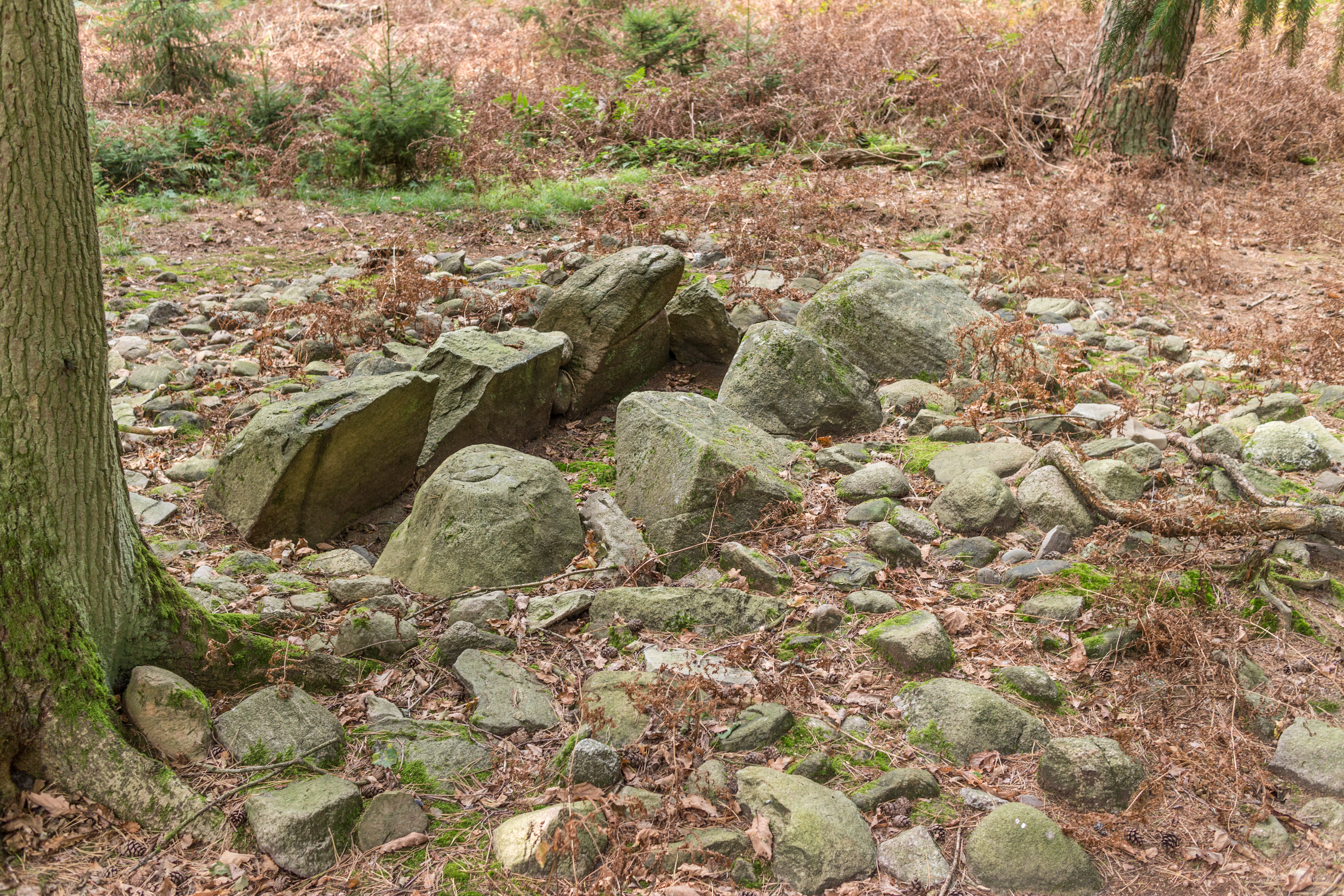

## Erdfüllung und Funde
Bis auf eine geringe Störung war der Inhalt der Kiste unversehrt. Sie war bis zur Höhe des gewachsenen Bodens mit lehmigem Sand aus der Umgebung angefüllt. Bis zu einer Tiefe von 10 cm unter der Oberfläche hatte die stellenweise wie eine gestampfte Tenne harte Füllerde eine gleichmäßige Beschaffenheit. Darunter lag hellbrauner Sand mit hellen und dunklen Flecken. Er enthielt viele zerschlagene Feuersteinstücke, von denen eine Anzahl zerbrannt war. Zerbrannter Feuerstein lag besonders zwischen der Bodenpflasterung aus plattigen, durch Feuer gespaltenen und unbearbeiteten Feldsteinen. An manchen Stellen lag der gebrannte Feuerstein haufenförmig. In der Füllerde wurden Holzkohlestücke und 30 kleine Stücke Leichenbrand angetroffen. Die gebrannten Knochen lagen so verstreut, dass man nicht den Eindruck einer geschlossenen Beisetzung hatte. Ferner wurden in der Füllerde sieben kleine Gefäßscherben gefunden. Der Leichenbrand wurde nur in der mittleren Schicht beobachtet.
Im Nordwesten lag eine große röhrenförmige Bernsteinperle mit Längs- und Querdurchbohrung. Darunter wurde eine umgedrehte in zwei Teile zerbrochene kleine Tonschale freigelegt. Außer der großen wurden vier röhren- oder scheibenförmige Bernsteinperlen gefunden. Ein kleines Feuersteinbeil lag wenige Zentimeter über dem Bodenpflaster. Etwas höher lag eine Feuersteinklinge mit retuschierter Vorderkante.
Ob die Tonschale, das Feuersteinbeil, das Feuersteinmesser und die Bernsteinperlen zu einer einzigen Grabausstattung gehören, lässt sich nicht sagen. Die Beschaffenheit der Füllerde lässt vermuten, dass die Einfüllung der Kammer nicht in einem Vorgang erfolgt ist. Der in der mittleren Schicht eingestreute Leichenbrand scheint als Nachbestattung in die Kammer gelangt zu sein und dürfte nicht mit den Grabbeigaben in Verbindung stehen. Die geringe Menge des Leichenbrandes muss nicht gegen eine Bestattung sprechen, da der Leichenbrand in lockerer Streuung von Pflanzenwurzeln aufgelöst werden kann.

## Zeitstellung
Diese Form der Steinkisten steht am Ende der Entwicklungsreihe. Die Beigaben, besonders die röhrenförmigen Bernsteinperlen, sprechen für eine Bestattung der Einzelgrabkultur. Zeitlich dürften diese Funde dem jüngsten Abschnitt der Jungsteinzeit – dem Endneolithikum – angehören, der der ersten Stufe der mitteleuropäischen Bronzezeit entspricht.
Nach der Untersuchung wurde der ausgegrabene Wandstein wieder in die Lücke der Südwestlangseite eingesetzt und die Kiste mit Erde gefüllt, damit das Bodenpflaster vor Beschädigung geschützt ist.